# San Antonio, Chile
San Antonio este un oraș și comună din provincia San Antonio, regiunea Valparaíso, Chile, cu o populație de 87.675 locuitori (2012) și o suprafață de 404,5 km2.